# Васил Шамановски
Васил Шамановски е гръцки и български комунист, активист на Гръцката комунистическа партия (ГКП).

## Биография
Васил Шамановски е роден в костурското село Бабчор, днес в Гърция. Негов вуйчо е Атанас Пейков. Става секретар на ЕПОН до 1945 година. Участва в Гръцката гражданска война в 1946-1949 с 18-а и 102 дивизия, и в сапьорския батальон на ДАГ. Бие се при Лерин, Коница и Негуш.
Като емигрант участва в списването на вестник „Демократис“ във Вроцлав, Полша, а през 1964 година се преселва в България и работи в Радио София.